# FK Nosta Novotroïtsk
Maillots
Le Nosta Novotroitsk (en russe : «Носта» Новотроицк) est un club russe de football basé à Novotroïtsk, dans l'oblast d'Orenbourg.
Il évolue en quatrième division russe depuis la saison 2023-2024.

## Historique
- 1991 : fondation du club sous le nom de Metallurg Novotroitsk
- 1994 : le club est renommé NoSta Novotroitsk

## Bilan sportif

### Palmarès
| Compétitions nationales |
| --- |
| - Coupe de Russie - Huitièmes de finale : 1993, 1998 et 2001. - Championnat de Russie de D2 - Cinquième : 2008. - Championnat de Russie de D3 - Vainqueur de groupe : 1999 et 2006. |

### Classements en championnat
La frise ci-dessous résume les classements successifs du club en championnat.

### Bilan par saison
Légende
- Promotion en division supérieure
- Relégation en division inférieure

| Saison      | Championnat       | Championnat | Championnat | Championnat | Championnat | Championnat | Championnat | Championnat | Championnat | Championnat | Coupe de Russie     |
| Saison      | Division          | Pos         | Pts         | J           | V           | N           | D           | BP          | BC          | Diff        | Coupe de Russie     |
| ----------- | ----------------- | ----------- | ----------- | ----------- | ----------- | ----------- | ----------- | ----------- | ----------- | ----------- | ------------------- |
| 1991 (URSS) | 4e Zone 7         | 16e         | 33          | 42          | 14          | 5           | 23          | 45          | 78          | -33         | —                   |
| 1992        | 3e Zone 5         | 7e          | 42          | 34          | 17          | 8           | 9           | 60          | 28          | +32         | —                   |
| 1993        | 3e Zone 6         | 2e          | 62          | 42          | 27          | 8           | 7           | 90          | 29          | +61         | Tour préliminaire   |
| 1994        | 3e Centre         | 5e          | 82          | 32          | 18          | 6           | 7           | 47          | 32          | +15         | Huitièmes de finale |
| 1995        | 3e Centre         | 4e          | 80          | 40          | 24          | 10          | 6           | 68          | 32          | +36         | 256es de finale     |
| 1996        | 3e Centre         | 8e          | 76          | 42          | 22          | 10          | 10          | 84          | 46          | +38         | Seizièmes de finale |
| 1997        | 3e Centre         | 5e          | 66          | 40          | 18          | 12          | 10          | 66          | 49          | +17         | Seizièmes de finale |
| 1998        | 3e Oural          | 2e          | 90          | 34          | 29          | 3           | 2           | 91          | 11          | +80         | 32es de finale      |
| 1999        | 3e Oural          | 1er         | 70          | 30          | 21          | 7           | 2           | 84          | 18          | +66         | Huitièmes de finale |
| 2000        | 2e                | 16e         | 46          | 38          | 12          | 10          | 16          | 44          | 51          | -7          | 128es de finale     |
| 2001        | 3e Oural          | 4e          | 59          | 30          | 18          | 5           | 7           | 76          | 25          | +51         | Seizièmes de finale |
| 2002        | 3e Oural          | 11e         | 22          | 28          | 6           | 4           | 18          | 23          | 46          | -23         | Huitièmes de finale |
| 2003        | 3e Oural-Povoljié | 5e          | 77          | 38          | 24          | 5           | 9           | 66          | 38          | +28         | 256es de finale     |
| 2004        | 3e Oural-Povoljié | 3e          | 66          | 36          | 19          | 9           | 8           | 54          | 29          | +15         | 256es de finale     |
| 2005        | 3e Oural-Povoljié | 3e          | 70          | 36          | 21          | 7           | 8           | 76          | 37          | +39         | 128es de finale     |
| 2006        | 3e Oural-Povoljié | 1er         | 53          | 24          | 16          | 5           | 3           | 45          | 13          | +32         | 32es de finale      |
| 2007        | 2e                | 7e          | 64          | 42          | 16          | 16          | 10          | 63          | 40          | +23         | 32es de finale      |
| 2008        | 2e                | 5e          | 73          | 42          | 20          | 13          | 9           | 59          | 37          | +22         | Seizièmes de finale |
| 2009        | 2e                | 16e         | 40          | 38          | 9           | 13          | 16          | 47          | 59          | -12         | 32es de finale      |
| 2010        | 3e Oural-Povoljié | 12e         | 18          | 26          | 5           | 3           | 18          | 28          | 66          | -38         | 32es de finale      |
| 2011-2012   | 3e Oural-Povoljié | 14e         | 17          | 39          | 3           | 8           | 28          | 19          | 82          | -63         | 256es de finale     |
| 2011-2012   | 3e Oural-Povoljié | 14e         | 17          | 39          | 3           | 8           | 28          | 19          | 82          | -63         | 256es de finale     |
| 2012-2013   | 3e Oural-Povoljié | 12e         | 23          | 28          | 5           | 8           | 15          | 21          | 38          | -17         | 128es de finale     |
| 2013-2014   | 3e Oural-Povoljié | 8e          | 29          | 27          | 6           | 11          | 10          | 30          | 32          | -2          | 256es de finale     |
| 2014-2015   | 3e Oural-Povoljié | 7e          | 28          | 24          | 7           | 7           | 10          | 22          | 30          | -8          | 64es de finale      |
| 2015-2016   | 3e Oural-Povoljié | 7e          | 28          | 27          | 7           | 7           | 13          | 33          | 41          | -8          | Seizièmes de finale |
| 2016-2017   | 3e Oural-Povoljié | 5e          | 33          | 24          | 10          | 3           | 11          | 31          | 39          | -8          | 128es de finale     |
| 2017-2018   | 3e Oural-Povoljié | 8e          | 36          | 24          | 10          | 6           | 8           | 40          | 30          | +10         | 256es de finale     |
| 2018-2019   | 3e Oural-Povoljié | 5e          | 37          | 25          | 11          | 4           | 10          | 39          | 43          | -4          | 128es de finale     |
| 2019-2020   | 3e Oural-Povoljié | 7e          | 22          | 17          | 6           | 4           | 7           | 23          | 26          | -3          | 64es de finale      |
| 2020-2021   | 3e Groupe 4       | 8e          | 36          | 28          | 10          | 6           | 12          | 38          | 40          | -2          | 128es de finale     |
| 2021-2022   | 3e Groupe 4       | 13e         | 21          | 28          | 6           | 3           | 19          | 23          | 54          | -31         | 256es de finale     |
| 2022-2023   | 3e Groupe 4       | 11e         | 14          | 15          | 3           | 5           | 7           | 19          | 25          | -6          | 128es de finale     |
| 2023        | 4e Groupe 4       | 4e          | 25          | 16          | 6           | 7           | 3           | 19          | 14          | +5          | 128es de finale     |
| 2024        | 4e Groupe 4       | 11e         | 25          | 26          | 6           | 7           | 13          | 27          | 39          | -12         | 128es de finale     |

## Personnalités

### Entraîneurs
La liste suivante présente les différents entraîneurs du club depuis 1991.
- Oleg Alemastsev (1991)
- Anatoli Viazmov (1991)
- Ivan Kikhtenko (1991-1992)
- Viatcheslav Ledokvskikh (1992-1993)
- Oleg Alemastsev (1994)
- Valeri Znarok (1995)
- Boris Lavrov (1995)
- Valeri Chaveïko (1996)
- Oleg Alemastsev (1996)
- Aleksandr Salnov (1997)
- Viktor Antikhovitch (1997-1998)
- Leonid Chevtchenko (1999)
- Boris Lavrov (1999)
- Valeri Znarok (2000)
- Sergueï Boutenko (juillet 2000-janvier 2001)
- Oleg Alemastsev (février 2001-mai 2003)
- Sergueï Chestakov (mai 2003-juin 2004)
- Guennadi Popov (juin 2004-décembre 2004)
- Sergueï Podpaly (décembre 2004-juin 2009)
- Guennadi Gridine (juin 2009-décembre 2009)
- Oleg Sinelobov (janvier 2010-février 2015)
- Dmitri Iemelianov (février 2015-août 2015)
- Konstantin Galkine (août 2015-décembre 2015)
- Mikhaïl Belov (février 2016-juin 2019)
- Anton Sytchev (juin 2019-)

### Joueurs emblématiques
Les joueurs internationaux suivants ont joué pour le club. Ceux ayant évolué en équipe nationale lors de leur passage au Nosta sont marqués en gras.
- Aleksei Bakharev
- Denis Boïarintsev
- Emin Agayev
- Rahmatullo Fuzailov
- Vladislav Lungu
- Dmitri Molosh
- Mantas Savėnas
- Mikhail Rozhkov
- Oleg Sinelobov
- Anatoli Volovodenko